# Alejandro Rejón Huchin
Alejandro Rejon Huchin (Mérida, 18 maggio 1997) è un poeta e giornalista messicano.

## Biografia
Direttore della rivista letteraria Marcapiel, ha ricevuto una borsa di studio dal Festival Culturale Interfaz de Mérida nel 2016. Ha pubblicato su diverse riviste e antologie nazionali e internazionali e ha partecipato a diversi eventi letterari a Cuba e in Guatemala come rappresentante del suo paese. Nel 2019 dirige il Primo Incontro Internazionale di Letteratura e Educazione alla Fiera internazionale della lettura nello Yucatán, in Messico. Nel settembre dello stesso anno è stato architetto e promotore del Festival internazionale di poesia di Tecoh, nello Yucatán, a cui hanno partecipato poeti del Messico, dell'Argentina, degli Stati Uniti, di Cuba e del Guatemala. Parte del suo lavoro è stato tradotto in arabo, italiano, rumeno, greco, bengalese e francese. Lavora in diversi media come il settimanale messicano Peninsular e i giornali Senderos del Mayab e La Verdad. Ha ricevuto diversi premi per il suo lavoro nella gestione culturale.

## Opere
Il suo lavoro poetico è stato pubblicato in modo prolifico su riviste e antologie in Colombia, Spagna, Italia, Portogallo, Argentina e Messico.

### Libri pubblicati
- Corso di un ritratto tagliato, editoriale "Buenos Aires Poetry", 2019. [3]
- L'acqua rotta dei sogni, editoriale  Primigenios , 2020. [4]
- Lampo di sete, editoriale "Andesgraund", 2020. [5]

### Pubblicazioni su riviste
- Poesia Biforcazione della materia "in" Volo Bitácora ", settembre 2015.
- Poesia Lago volatile "in" Endless ", n. 14, novembre-dicembre, Messico, 2015.
- Poesia Entità che si accendono, in" Sinfín ", n. 19, settembre-ottobre, Messico, 2016.
- Antologia Wilberth Alejandro Rejón Huchin, in "TriploV de Artes, Religiones y Ciencias", no. 60, settembre-ottobre, Portogallo, 2016.
- Antologia Nebbia di sole "in" Rick ", n. 87, luglio-agosto, Spagna, 2016.
- Anthology Current Mexican Poetry: Alejandro Rejón "in" Círculo de Poesía ", 6 settembre 2016, Messico.
- Antologia Poema de Wilberth Alejandro Rejón Huchin in "Revista Literaria Monolito", 21 novembre 2016.
- Anthology Alejandro Rejon Huchin "in" La Raíz Invertida: Latin American Poetry Magazine ", 20 gennaio 2017, Colombia.
- Anthology "Caltrops and rhymes: Alejandro Rejón Huchin in  La Máscarada , 23 gennaio 2017, Città del Messico, Messico.
- Antologia Poesie di Alejandro Rejón "in" Ómnibus ", n. 54, marzo 2017, Spagna.
- Anthology Alejandro Rejón Huchín.Poesías in "Soma: Arte y cultura.", 28 settembre 2017, Messico.
- Antologia Poesie di Alejandro Rejón Huchín "in" Letralia ", 9 agosto 2017, Venezuela.
- Anthology Three poems "in" Levadura Magazine ", 20 ottobre 2017, Messico.
- Anthology "Alejandro Rejón Huchin - Due Inediti (Traduzione di Antonio Nazzaro) in  Alterier , 20 aprile 2018, Italia.
- Anthology "Rainy afternoon in Toluca de Lerdo in Buenos Aires Poetry, 13 luglio 2019, Argentina.

#### Partecipazione ad antologie
- Prima antologia poetica: Nomadic Poetry, edizioni "nomadic", Argentina 2016.[6]
- Poetas Allende de los mares, Spagna, 2018. [7]
- Poets in the cosmovitral, H. Ayuntamiento de Toluca, 2018.
- Memoria del 15 Quetzaltenango International Poetry Festival, edizioni Metáfora, Guatemala, 2019.
- Fragua de preces, Abra cultural, Spagna, 2020. [8]

## Partecipazione
- XVI Congresso Internazionale di Poesia e Poetica (BUAP) Puebla, Messico 2016.
- Primo Festival Internazionale di Poesia José María Heredia, Toluca, Messico, 2017.
- XXII Festival Internazionale di Poesia dell'Avana, Cuba, 2018.
- Festival Internazionale di poesia contemporanea, San Cristóbal de Las Casas, Chiapas, 2018.
- Secondo Festival Internazionale di Poesia José María Heredia 2018, Toluca. [9]
- XV Festival Internazionale di Poesia di Quetzaltenango, Guatemala, 2019.  [10]

## Distinzioni
- Distinto visitatore della città di Toluca, México, 2018. [11]
- Premio internazionale di poesia Harold Von Ior, 2019 [12]

- Riconoscimento internazionale dei meriti culturali, Goberno di Tecoh, México, 2020. [13]

- Riconoscimento per il suo lavoro nella creazione di progetti culturali internazionali a beneficio della comunità letteraria e artistica. Governo di Tlaxcala, Messico. [14]